# Koppelisaari (ö i Birkaland, Övre Birkaland, lat 62,13, long 24,55)
Koppelisaari är en ö i Finland. Den ligger i sjön Keurusselkä och i kommunen Mänttä-Filpula i den ekonomiska regionen  Övre Birkalands ekonomiska region  och landskapet Birkaland, i den södra delen av landet, 220 km norr om huvudstaden Helsingfors. Öns area är omkring 180 kvadratmeter och dess största längd är 30 meter i sydväst-nordöstlig riktning.